# Балаир (приток Пышмы)
Балаир — река в России, протекает по Талицкому району Свердловской области. Устье реки находится в 266 км по левому берегу реки Пышма. Длина реки составляет 41 км.

## Данные водного реестра
По данным государственного водного реестра России относится к Иртышскому бассейновому округу, водохозяйственный участок реки — Пышма от Белоярского гидроузла и до устья, без реки Рефт от истока до Рефтинского гидроузла, речной подбассейн реки — Тобол. Речной бассейн реки — Иртыш.
Код объекта в государственном водном реестре — 14010502212111200008126.

## Населённые пункты
- Зобнина
- Рухлова (нежил.)
- Балаир
- Верх. Плеханова
- Первухина
- Погорелка